# Trolleybus de Vevey/Montreux/Villeneuve
 (octobre 2022).
Le trolleybus de Vevey/Montreux/Villeneuve est une ligne de trolleybus circulant dans la Riviera vaudoise, une région du canton de Vaud en Suisse. Longue de 12,8 km, la ligne 201 — ligne 1 avant le 11 décembre 2010 — est intégrée au réseau Vevey-Montreux-Chillon-Villeneuve (VMCV) et relie Vevey, La Tour-de-Peilz, Montreux, et Villeneuve grâce à ses 41 arrêts.
La ligne a remplacé à la fin des années 1950 l'ancien tramway Vevey-Montreux-Chillon et forme l'ossature du réseau VMCV, aussi bien historiquement que géographiquement, l'ensemble des lignes de bus des VMCV convergent vers un ou plusieurs arrêts de trolleybus.

## Lignes
Le réseau de trolleybus VMCV est composé d'une unique ligne, la ligne 201. Elle relie Vevey-Funi à Villeneuve Gare (CFF) en passant par La Tour-de-Peilz, Clarens, Montreux, Territet et Veytaux.

## Matériel roulant
Le VMCV exploite sur la ligne 201 un parc de 16 trolleybus articulés à plancher bas de type Van Hool AG300 T numérotés 1, 3 à 14 et 16 à 18, construits par Van Hool avec une chaîne de traction électrique fournie par Kiepe Elektrik et mis en service en 1994 et 1996. Ces véhicules, aménagés en configuration suburbaine avec un grand nombre de places assises, ont été conçus spécifiquement pour le réseau, puis furent ensuite utilisés sur les réseaux de trolleybus d'Esslingen am Neckar, de Salzbourg, de Solingen et d'Arnhem.
Sur ces seize véhicules, sept sont gardés en réserve. La série comptait deux autres véhicules, numérotés 2 et 15, mais ils ont été revendus en 2008 au réseau de trolleybus de Salzbourg (renumérotés 259 et 260) car le VMCV n'en avait plus l'utilité. En outre, le VMCV a entre 2005 et 2007 prêté trois véhicules (les nos 7, 8 et 17) aux Transports publics de la région lausannoise (TL) afin de compenser le retrait des trolleybus bi-modes Neoplan.
Ces véhicules ont remplacé les 18 Berna standards mis en service lors de la conversion de l'ancien tramway, co-construits avec les Ateliers de constructions mécaniques de Vevey (ACMV) et équipés d'une chaîne de traction électrique fournie par la Société anonyme des ateliers de Sécheron (SAAS). Les Berna portaient les mêmes numéros de parc, 1 à 18, et étaient accompagnés depuis 1966 par six remorques routières numéros 51 à 56 construites par Moser et Rochat.
L'association Rétrobus-Léman conserve les anciens Berna nos 9, 15 et 17 et les remorques nos 51 et 53
À l'occasion des 125 ans du VMCV en 2013, un trolleybus Van Hool ExquiCity a été présenté au public. La flotte actuelle sera renouvelée au second semestre de 2018, en lien avec le prolongement de la ligne prévu concomitamment (voir la section Projet).
En 2019, seize trolleybus Van Hool ExquiCity commencèrent à arriver en service. Ces ExquiCity articulés (deux éléments) vont remplacer les derniers trolleybus AG300T. Le montant de leur commande s'élève à 20 millions de francs.

## Projet
La ligne sera prolongée depuis la gare de Villeneuve pour desservir le futur Hôpital Riviera-Chablais (HRC) situé à Rennaz. En 2014 d'autres hypothèses avaient été évoquées plus ou moins sérieusement pour la desserte de ce site, telle la construction d'une nouvelle gare et d'un transport hectométrique qui l'a relierait au futur hôpital et un monorail.
Bien que le prolongement de la ligne de trolleybus ait été retenu, son tracé suscite la polémique en 2016 et 2017, le choix d'emprunter la rue des Remparts est contesté par une partie des élus de la ville et les riverains, les opposants au passage dans la rue souhaitant que la ligne passe par la route cantonale voisine, hypothèse rejetée par la Direction générale de la mobilité et des routes en raison des bouchons sur cette dernière et du plus grand nombre d'habitants desservis,. Le projet est soumis à enquête publique en mars 2017 et les travaux devraient débuter à l'automne pour une mise en service en décembre 2018. Le conseil communal de Villeneuve adopte en mars 2017 une résolution non contraignante incitant la ville et le VMCV à étudier des systèmes de transport électrique sans ligne aérienne de contact.
En mai 2017, les VMCV annoncent que l'extension de 6 km de la ligne se fera effectivement sur batteries, conjointement au renouvellement de la flotte vieillissante de la ligne, les Van Hool ayant dépassé les 20 ans de service : le nouveau matériel sera livré au second semestre de 2018.